# Gelatina de aiyu
La gelatina de aiyu es una gelatina hecha con la goma de las semillas de una variedad de higo (Ficus pumila var. awkeotsang) presente en Taiwán y otros países del este de Asia de la misma latitud con clima similar. Este plato no suele elaborarse ni encontrarse fuera de Taiwán y Singapur, aunque puede comprarse fresco en tiendas especializadas de Japón y enlatado en barrios chinos de otros países.

## Origen
Según la historia oral, la planta y la gelatina fueron bautizadas en honor de la hija de un comerciante de té taiwanés en los años 1800. Las propiedades gelatinosas de las semillas fueron descubiertas por él cuando bebía de un río en Chiayi y encontró una gelatina clara amarillenta en el agua. Mirando hacia arriba advirtió los frutos colgando, hallando que sus semillas desprendían un gel pegajoso cuando se frotaban.
Tras este descubrimiento, reunió algunos frutos y los sirvió en su casa con zumo de limón y miel o bebidas endulzadas. Hallando deliciosa y refrescante la bebida gelatinosa, este hombre de negocios delegó la tarea de venderla en su hermosa hija quinceañera, Aiyu. El aperitivo fue bien acogido y se hizo muy popular, de forma que el comerciante terminó bautizando la gelatina y la planta con el nombre de su hija.
Sin embargo, la procedencia austronesia o español del nombre chino (ò-giô < igos < higo) sugiere un origen diferente.

## Cosecha

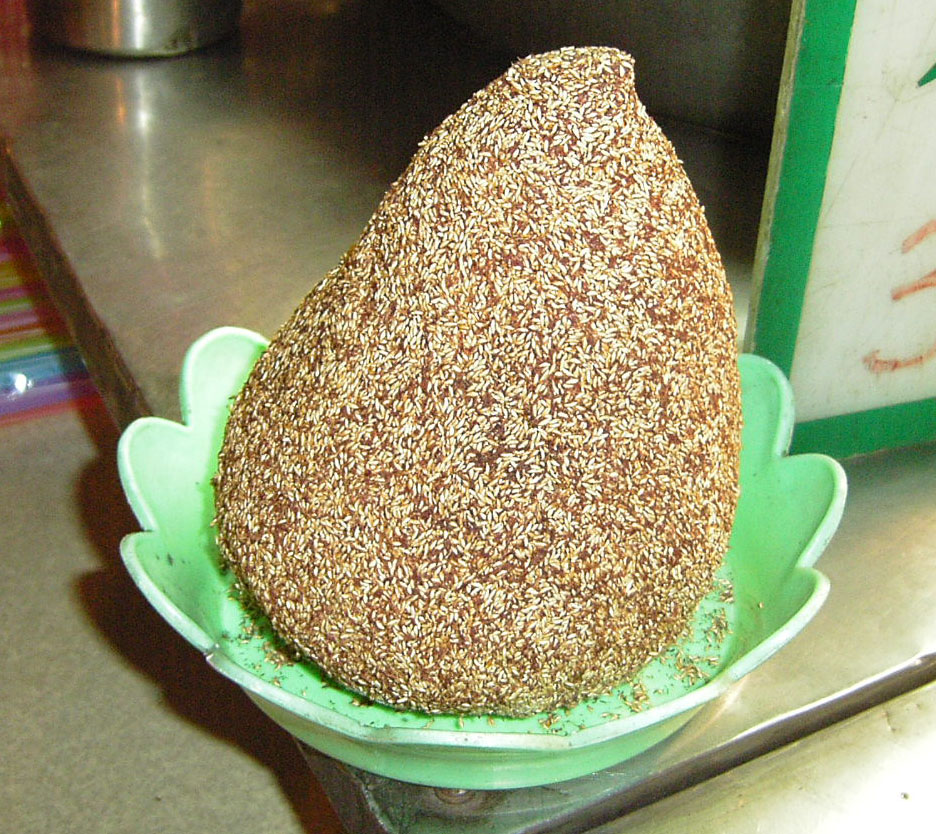
Pulpa seca de F. pumila var. awkeotsang, lista para usar.

Los frutos de la planta recuerdan a grandes higos del tamaño de mangos pequeños, y se cosechas de septiembre a enero, justo antes de que maduren y adquieran un color morado oscuro. Los frutos se cortan por la mitad y se vuelven del revés, dejándolos secar varios días. Los frutos secos se venden tal cual, o las semillas secas de aiyu (愛玉子, pinyin: aiyu zi) pueden separarse de la piel y venderse separadas.

## Elaboración de la gelatina

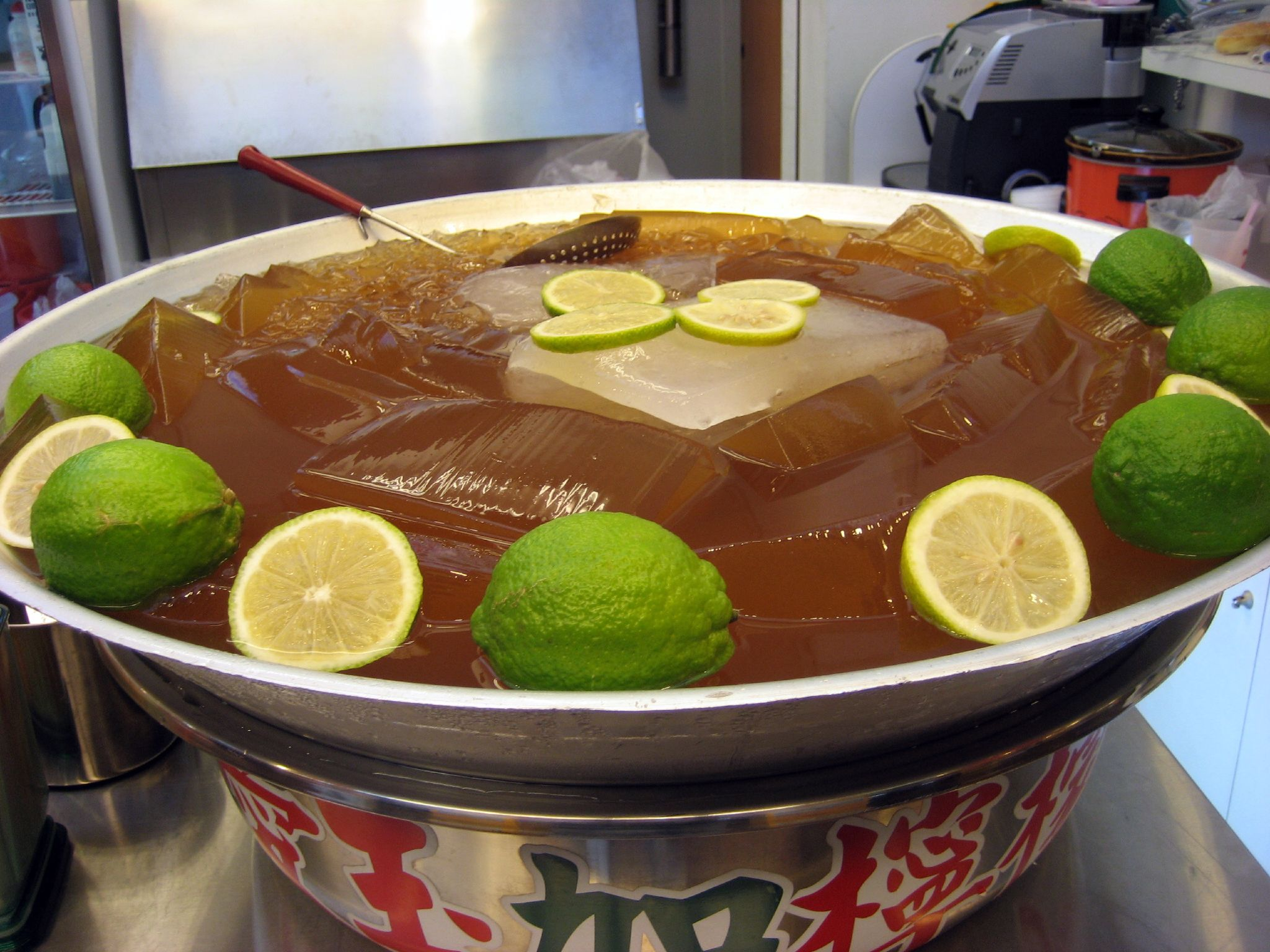
Gelatina de aiyu servida con hilo y mitades de limón.

Las semillas de aiyu se ponen en una bolsa de algodón, que se sumerge en agua fría y se frota. Así se extrae un gel viscoso, a medida que las semillas se estrujan y masajean. Este proceso se conoce como ‘lavar aiyu’ (洗愛玉). Tras varios minutos se extrae todo el gel de color entre té y amarillo, y el contenido de la bolsa se desecha. El gel lavado se deja reposar para obtener la gelatina en un lugar fresco o en el frigorífico. Deben tenerse en cuenta ciertas precauciones para lograr que el gel forme gelatina:
- No debe haber grasa en el recipiente, ni agua empleada para lavar el gel,
- No debe añadirse azúcar al aiyu antes de que el gel se asiente,
- No debe usarse agua destilada, ya que la gelatinización depende de la presencia de minerales en ella,
- Durante el lavado las semillas no deben frotarse demasiado fuerte para evitar que se rompan sus cáscaras.

El agua se filtrará lentamente fuera de la gelatina algún tiempo después de que se asiente, y se volverá líquido de nuevo en el transcurso de varios días.
La gelatina suele servirse con miel y zumo de limón, pero también puede incluirse en otras bebidas dulces o en hielo raspado, y es especialmente popular como bebida refrescantes en los veranos calurosos. Como el gel no se disuelve en agua caliente, el aiyu se usa a veces como ingrediente en el hot pot.